# Riviera Holdings Corporation
Riviera Holdings Corporation NYSE MKT: RIV fue una empresa de juegos y operadora de casinos localizada en Las Vegas, Nevada entre 1993 y 2011.

## Historia
En septiembre de 2011 Riviera aceptó vender el casino Black Hawk por 76 millones USD a Monarch Casino & Resort, propietaria del Atlantis Casino Resort en Reno.

## Casinos
- Casino Riviera en Las Vegas.
- Riviera Black Hawk Casino en Black Hawk, Colorado.